# Tronco braquiocefálico
O tronco braquiocefálico ou artéria braquiocefálica ou ainda "artéria inominada" é o primeiro ramo do arco da aorta. Seu trajeto é curto, e logo divide-se nas artérias subclávia direita e na carótida comum direita. Tem origem no mediastino superior, zona onde a crossa da aorta se trifurca, e termina atrás da articulação esternoclavicular direita. Adiante desta estrutura encontra-se o tronco venoso braquiocefálico direito, e atrás a face anterior da traqueia.